# 更村站
更村站是位于广西壮族自治区柳州市柳江区洛满镇的一个铁路车站，邮政编码545104。车站建于1979年，有焦柳铁路经过该站，现仅办理货运业务，不办理客运业务。车站距离月山站1602公里，隶属中国铁路南宁局集团，是四等站。